# Paul Schrader
Paul Joseph Schrader (Grand Rapids, 22 de julho de 1946) é um diretor de cinema, roteirista e crítico de cinema estadunidense. Ele escreveu o roteiro de Taxi Driver (1976), de Martin Scorsese. Mais tarde, ele continuou sua colaboração com Scorsese, escrevendo ou coescrevendo Touro Indomável (1980), A Última Tentação de Cristo (1988) e Trazendo os Mortos (1999). Schrader é mais prolífico como diretor: seus 23 filmes incluem Blue Collar (1978), Hardcore (1979), American Gigolo (1980), Mishima: A Life in Four Chapters (1985), Light Sleeper (1992), Affliction (1997) e First Reformed (2017), com o último deles lhe rendendo sua primeira indicação ao Óscar. O trabalho de Schrader frequentemente retrata histórias de "homens em uma sala", que apresentam homens isolados e problemáticos enfrentando uma crise existencial.

## Juventude e educação
Schrader nasceu em Grand Rapids, Michigan, filho de Joan (nascida Fisher) e Charles A. Schrader, um executivo. A família de Schrader frequentou a Igreja Cristã Reformada Calvinista. A mãe de Schrader era descendente de holandeses, filha de emigrantes da Frísia, enquanto o avô paterno de Schrader era de uma família alemã que veio para os Estados Unidos através do Canadá.
Sua infância foi baseada nos princípios rígidos da religião e na educação dos pais. Ele não viu um filme até os dezessete anos, quando conseguiu fugir de casa. Em entrevista, afirmou que O Professor Distraído foi o primeiro filme que viu. Em suas próprias palavras, ele não ficou "muito impressionado" com isso, enquanto Wild in the Country, que ele viu algum tempo depois, teve algum efeito sobre ele. Schrader atribui sua abordagem intelectual, e não emocional, em relação ao cinema e à produção de filmes, ao fato de ele não ter memórias de filmes na adolescência.
Schrader obteve seu bacharelado. em filosofia com especialização em teologia pelo Calvin College, mas decidiu não se tornar ministro. Ele então obteve um mestrado em estudos de cinema na UCLA Film School por recomendação de Pauline Kael, que o encorajou a ser crítico de cinema.
Schrader tornou-se primeiro crítico de cinema, escrevendo para o Los Angeles Free Press e mais tarde para a revista Cinema. Seu livro Transcendental Style in Film: Ozu, Bresson, Dreyer, que examina as semelhanças entre Robert Bresson, Yasujirō Ozu e Carl Theodor Dreyer, foi publicado em 1972. Outros cineastas que deixaram uma impressão duradoura em Schrader são John Ford, Jean Renoir, Roberto Rossellini, Alfred Hitchcock e Sam Peckinpah. Ele chamou The Rules of the Game de "filme por excelência" que representa "todo o cinema".

## Carreira

### Cinema
Em 1974, Schrader e seu irmão Leonard coescreveram The Yakuza, um filme ambientado no mundo do crime japonês. O roteiro tornou-se objeto de uma guerra de lances, sendo vendido por 325 mil de dólares americanos. O filme foi dirigido por Sydney Pollack e estrelado por Robert Mitchum. Robert Towne, mais conhecido por Chinatown, também recebeu crédito por sua reescrita. Embora The Yakuza tenha fracassado comercialmente, chamou a atenção de Schrader da nova geração de diretores de Hollywood. Em 1975, escreveu o roteiro de Obsession para Brian De Palma. Schrader escreveu um primeiro rascunho de Encounters of the Third Kind (1977), de Steven Spielberg, mas Spielberg não gostou do roteiro, chamando-o de "terrivelmente cheio de culpa", e optou por algo mais leve. Ele também escreveu um rascunho inicial de Rolling Thunder (1977), que os produtores do filme reformularam sem sua participação. Ele desaprovou o filme final.
Ex-drogado e frequentador do bas-fond do centro da cidade de Nova Iorque, ele criou Travis, o protagonista de Taxi Driver (1976), baseado em si mesmo e em obras de Sartre e Dostoievski. Mais tarde, Scorsese pediu-lhe para fazer o roteiro de A Última Tentação de Cristo, do livro de Nikos Kazantzakis.[carece de fontes?]
Graças em parte à aclamação da crítica por Taxi Driver, Schrader conseguiu dirigir seu primeiro longa, Blue Collar (1978), coescrito com seu irmão Leonard. Blue Collar apresenta Richard Pryor, Harvey Keitel e Yaphet Kotto como trabalhadores de uma fábrica de automóveis que tentam escapar de sua rotina socioeconômica por meio de roubo e chantagem. Ele descreveu o filme como um desafio de fazer, devido às tensões artísticas e pessoais entre ele e o elenco. Durante a fotografia principal, ele sofreu um colapso mental no set, o que o levou a reconsiderar seriamente sua carreira. John Milius atuou como produtor executivo no Hardcore do ano seguinte, novamente escrito por Schrader, um filme com muitos paralelos autobiográficos em sua representação do meio calvinista de Grand Rapids, e no personagem George C. Scott, que foi baseado no pai de Schrader. Entre os filmes de Paul Schrader na década de 1980 estavam American Gigolo, estrelado por Richard Gere (1980), seu Cat People (1982), um remake do filme Cat People de 1942, e Mishima: A Life in Four Chapters (1985). Inspirado no escritor japonês Yukio Mishima, o filme entrelaça episódios da vida de Mishima com dramatizações de segmentos de seus livros. Mishima foi indicado ao prêmio principal (Palma de Ouro) no Festival de Cinema de Cannes. Francis Ford Coppola e George Lucas atuaram como produtores executivos. Schrader também dirigiu Patty Hearst (1988), sobre o sequestro e transformação da herdeira da Hearst Corporation. Em 1987, foi membro do júri do 37º Festival Internacional de Cinema de Berlim.

## Vida pessoal
Schrader lutou contra o vício em cocaína, o que contribuiu para seu divórcio de sua primeira esposa, a diretora de arte Jeannine Oppewall. Ele então se mudou de Los Angeles para o Japão na esperança de colocar sua vida nos trilhos, finalmente abandonando as drogas por volta de 1990. Seu segundo casamento é com a atriz Mary Beth Hurt, que apareceu em papéis menores em vários de seus filmes. Juntos, eles têm dois filhos, uma filha e um filho.
Em setembro de 2022, Schrader foi hospitalizado por COVID-19 e pneumonia que resultou em "dificuldades respiratórias".
Em janeiro de 2023, ele e sua esposa se mudaram do subúrbio de Putnam County, em Nova Iorque, para uma luxuosa instalação de vida assistida na área de Hudson Yards, em Manhattan, onde Hurt recebe tratamento para o agravamento do mal de Alzheimer.

### Visualizações
Schrader é cristão. Criado como calvinista, Schrader abandonou a religião na idade adulta, antes de retornar ao cristianismo mais tarde na vida. Ele se tornou episcopal após o nascimento de seus filhos. A partir de 2018, ele frequenta uma igreja presbiteriana. Seus filmes frequentemente apresentam temas religiosos. No entanto, Schrader enfatizou agora que se considera apenas um cristão.
Em dezembro de 2016, Schrader referiu-se à então próxima presidência de Trump como "um apelo à violência" e disse "deveríamos estar dispostos a pegar em armas. Como o velho John Brown". Ele rapidamente apagou a postagem, mas foi visitado pelo Departamento de Contraterrorismo do Departamento de Polícia de Nova Iorque por ameaça de violência. Schrader expressou algum arrependimento por sua postagem (culpando-o por ter bebido álcool e tomado um Ambien), desculpando-se pela retórica violenta de sua postagem, mas não por seus comentários críticos a Trump.
Em 2021, Schrader atacou a cultura cancelada, descrevendo-a como "infecciosa... como o vírus Delta". Em 2022, Schrader criticou a pesquisa Sight and Sound Greatest Films daquele ano, descrevendo-a como uma "reorganização politicamente correta", com a seleção de Jeanne Dielman, 23, quai du Commerce, 1080 Bruxelles como o maior filme de todos os tempos sendo o produto de "reavaliação distorcida do despertar". Em 2023, ele também criticou a politização do 95º Óscar, escrevendo que a "luta para acordar" do Oscar fez com que sua cerimônia "significasse menos a cada ano".

## Filmografia

### Diretor
As produções que Paul dirigiu são:
- Blue Collar (Br: Vivendo na Corda Bamba) – 1978
- Hardcore (Pt: A Rapariga na Zona Quente; Br: Hardcore - No Submundo do Sexo) – 1979
- American Gigolo (Br: O Gigolô Americano) – 1980
- Cat People (Pt: A Felina; Br: A Marca da Pantera) – 1982
- Mishima: A Life in Four Chapters (Br: Mishima - Uma Vida em Quatro Capítulos) – 1985
- Light of Day (Pt: A Luz do Dia; Br: Luz da Fama) – 1987
- Patty Hearst (Pt: O Rapto de Patty Hearst; Br: O Seqüestro de Patty Hearst) – 1988
- The Comfort of Strangers (Pt: Estranha Sedução) – 1990
- Light Sleeper (Pt: Perigo Incerto; Br: O Dono da Noite) – 1992
- Witch Hunt (Br: Ilusões Satânicas) – TV – 1994
- Touch (Pt, Br: Milagres por Encomenda) – 1996
- Affliction (Pt: Confrontação; Br: Temporada de Caça) – 1997
- Forever mine (Pt: Minha para Sempre; Br:Marcas da Vingança) – 1999
- Auto Focus (Br: Auto Focus) – 2002
- Dominion: Prequel to the Exorcist – 2005
- The Walker (Br: O Acompanhante) – 2007
- Adam Resurrected (Pt, Br: Adam Renascido) – 2008
- Dog Eat Dog (Br: Cães Selvagens) - 2016
- First Reformed (Br: No Coração da Escuridão) - 2017
- The Card Counter - 2021

### Roteirista
As produções que Paul escreveu o roteiro são:
- The Yakuza (Pt: Yakuza; Br: Operação Yakuza) – 1975
- Taxi Driver (Pt, Br: Taxi Driver) – 1976
- Obsession (Pt: Obsessão, Br: Trágica Obsessão) – 1976
- Rolling Thunder – 1977
- Blue Collar (Br: Vivendo na Corda Bamba) – 1978
- Hardcore (Br: Hardcore - No Submundo do Sexo) – 1979
- Old Boyfriends – 1979
- American Gigolo (Br: O Gigolô Americano) – 1980
- Raging Bull (Pt: O Touro Enraivecido; Br:Touro Indomável) – 1980
- Mishima: A Life in Four Chapters (Br: Mishima - Uma Vida em Quatro Capítulos) – 1985
- The Mosquito Coast (Pt: A Costa de Mosquito; Br: The Mosquito Coast) – 1986
- The Last Temptation of Christ (Pt, Br:  A Última Tentação de Cristo) – 1988
- City Hall (Pt: A Sombra da Corrupção; Br: City Hall - Conspiração em Alto Escalão) – 1996
- Touch (Pt: Milagres por Encomenda) – 1997
- Bringing Out the Dead (Pt: Por Um Fio; Br: Vivendo no Limite) – 1999